# Jarosław Dąbrowski
Pour les articles homonymes, voir Dąbrowski.
Pour le biopic, voir Jarosław Dąbrowski (film).
Jarosław Dąbrowski (francisé « Dombrowski », en russe : Ярослав Домбровский), surnommé « Łokietek », est un révolutionnaire polonais né à Jytomyr (Empire russe) le 12 novembre 1836 et mort à Paris le 23 mai 1871.
Officier dans l'armée russe, il participe à l'insurrection polonaise de 1863 contre le régime tsariste. Condamné à la déportation, il s'évade et gagne Paris, dont il organise la défense contre les Versaillais pendant la Commune de Paris en 1871. Doté du grade de général, il meurt sur les barricades lors de l'assaut des Versaillais.

## Biographie
Jarosław Dąbrowski est issu de la noblesse polonaise, du blason Radwan.

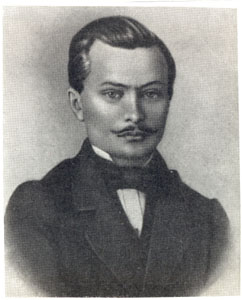
« Łokietek ».

### Carrière militaire
Devenu orphelin, il est envoyé à l'âge de neuf ans, en 1845, dans le corps des cadets à Brest Litovsk, école militaire réservée aux fils de la noblesse. À seize ans, en 1853, il rejoint le corps de cadets de Saint-Pétersbourg, qu'il termine en 1855 au grade d'aspirant. Pendant les quatre années suivantes, il servit dans l'armée russe, combattant les insurgés tcherkesses dans le Caucase. Cette campagne lui vaut une décoration.
De 1859 à 1861, il prolonge ses études à École militaire d'état-major Nicolas de Saint-Pétersbourg, l'établissement d'enseignement militaire formant des officiers supérieurs le plus important de l'Empire russe, aux termes desquelles il est promu capitaine. C'est donc au grade de capitaine d'état-major qu'il obtient son affectation à la VIe division stationnée à Varsovie où il arrive en février 1862.

### Insurrection polonaise de janvier 1863
En mai 1862, il est appelé au Comité de la Ville (Komitet Miejski) comme chef de Varsovie, l'organisation clandestine fondée le 14 octobre 1861 en réponse à l'état de guerre déclaré dans le royaume de Pologne (royaume du Congrès) que Dąbrowski transforme en Comité central national (Komitet Centralny Narodowy, KCN) afin d'unir et prendre le contrôle de l'ensemble des mouvements de conspiration du Royaume. Dąbrowski est acquis aux idées de la faction des Rouges, rassemblés autour de trois objectifs : l'abolition du servage, une réforme agraire et l'indépendance de la Pologne. Il est partisan de la lutte armée et presse pour une action immédiate. Il se charge de la planification d'une insurrection révolutionnaire pour le 14 juillet 1862, soixante treizième anniversaire de la Révolution française. Son action est coordonnée avec celle du Cercle des Officiers polonais, dirigé par Zygmunt Sierakowski, qui maintient le contact avec le mouvement clandestin russe, avec lequel il avait un objectif commun - le renversement du tsarisme et la reconstruction de la Russie dans un esprit démocratique.
La faction radicale de Dąbrowski se heurte à celle des Blancs qui soutient l'abolition du servage et une réforme agraire, mais réclame le dédommagement des propriétaires terriens. Pendant ce temps, les autorités tsaristes réussissent à démasquer les conspirateurs parmi les officiers russes. Dąbrowski est arrêté lui-même le 14 août 1862 à la suite d'une dénonciation faite par Alf Wrześniowski, un Polonais au service du grand-duc et vice-roi de Pologne Constantin. Il passe deux ans au Pavillon X de la citadelle de Varsovie.

### Exil à Paris
Le 10 novembre 1864, Dąbrowski est condamné à quinze ans de bagne en Sibérie, mais il réussit à s'évader de sa prison d'étape à Moscou et rejoint la France en 1865. À Paris, il entre en contact avec les opposants à l'Empire, en particulier avec l'internationaliste Charles Delescluze revenu de l'île du Diable, le syndicaliste Eugène Varlin et le journaliste socialiste Auguste Vermorel. Dąbrowski défend avec son frère Teofil les idées garibaldiennes, en faveur dans les milieux révolutionnaires européens et américains, au sein du Club polonais qui est en liaison avec le Club de l'École de Médecine et le Club de la Reine-Blanche où se réunissent, entre autres, les étudiants de la Salpêtrière. La cause des patriotes polonais avait en effet reçu le 22 juillet 1863 le soutien des Trade Unions et des syndicalistes français au cours d'un meeting tenu à Londres sur ce sujet, prélude à la fondation de la Ire Internationale deux mois plus tard.

### Chef militaire de la Commune de Paris

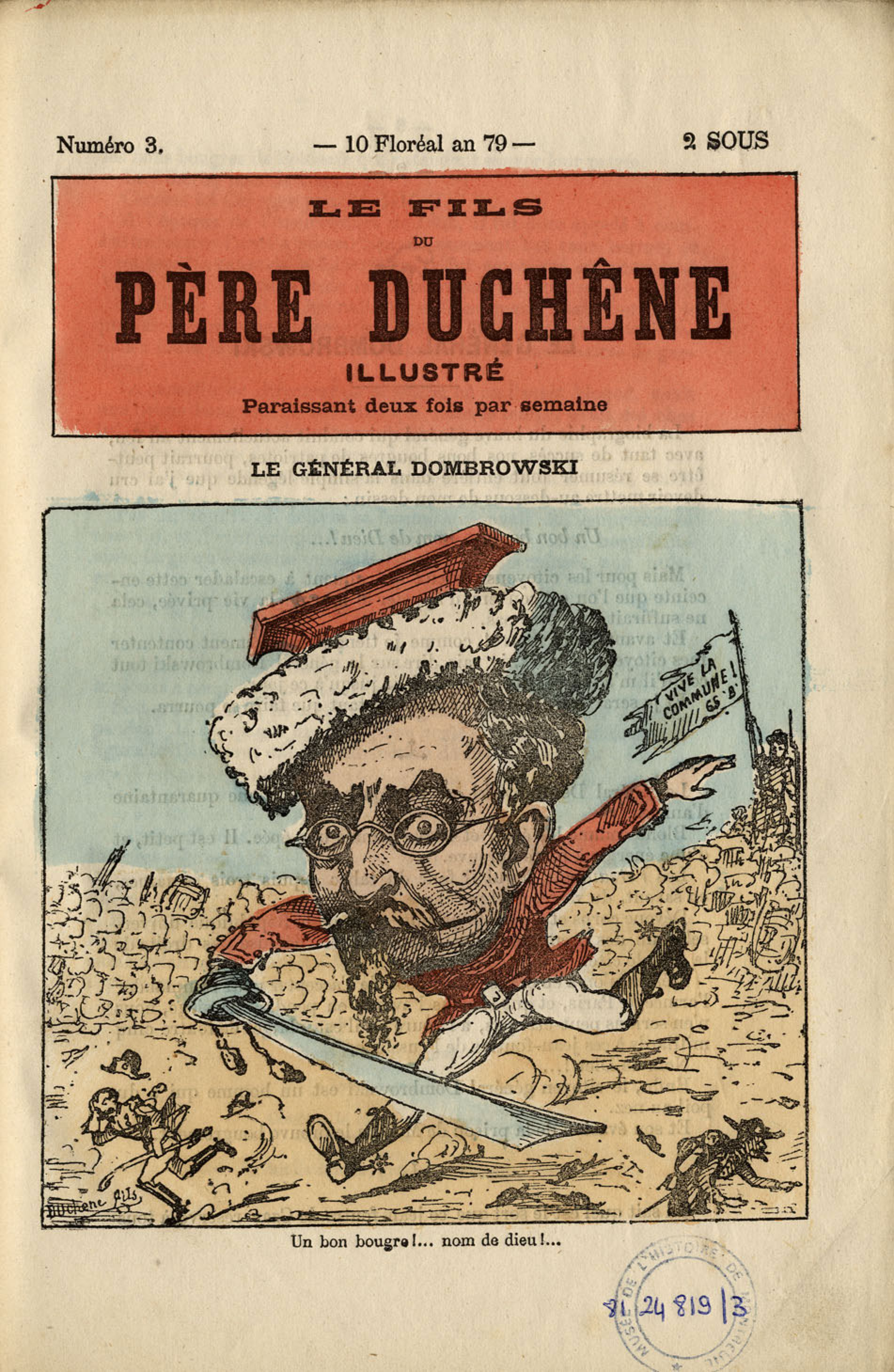
« Le général Dąbrowski ...un bon bougre ! »
Couverture du journal révolutionnaire
Le Fils du Père Duchêne illustré paru le 30 avril 1871 dans Paris assiégé.

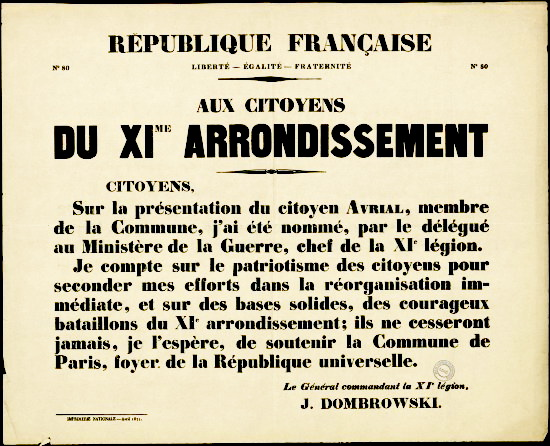
Affiche à destination des citoyens du après sa nomination comme chef de la.

Dąbrowski se met à disposition de la République de 1870 proclamée le 4 septembre en pleine débâcle mais ne réussit, comme beaucoup d'internationalistes, qu'à se faire arrêter, deux fois de suite. Le 18 mars, il se rallie à la Commune de Paris et reçoit le 6 avril le commandement de la 11e légion de la Garde nationale à la tête de laquelle, dès le 9 avril, il mène avec succès la défense de Neuilly attaqué après la défaite de Courbevoie. Il y réussit les contre attaques des 11 et 12 avril mais n'est pas suivi dans ses préconisations. Il recommande en effet l'emploi tactique de l'artillerie et la constitution de commandos volants au lieu du bombardement préparatoire et de la manœuvre de fantassins. Toutefois, il n'est pas entendu, ni du ministre de la Guerre Cluseret, pourtant très expérimenté mais opposé à Delescluze, ni des autres armes, pratiquement autogérées. Thiers, qui craint sa valeur, lui adresse discrètement un de ces nombreux émissaires qui parcourent secrètement Paris, Vaysset, avec une offre d'un million et demi de francs, mais le général préfère dénoncer la tentative de subornation et faire arrêter le messager qui sera fusillé. Le 19 avril, il est blessé mais reprend le 29 le commandement élargi à toute la division de la rive droite de la Seine ; il mène les combats dans la proche banlieue en feu. L'avancée des Versaillais depuis la prise de Courbevoie est stoppée net à Neuilly par les hommes de Dąbrowski ; cette action soutient ainsi la défense d'un Paris affamé derrière ses fortifications.
Dąbrowski et Walery Wróblewski étant les seuls officiers supérieurs à avoir reçu une formation militaire, Louis Rossel, qui remplace depuis le 1er mai Cluseret, nomme le 5 mai Dąbrowski commandant en chef de l'armée de la Commune. En réalité, celui-ci commande une armée de quarante mille déserteurs.[réf. souhaitée] Le 14 mai, il reçoit le soutien de Delescluze, nommé le 11 « délégué civil à la guerre », par un décret ordonnant la mise en place de barricades en pierre. Le 22 mai, alors que la Semaine sanglante a commencé et que les Versaillais sont déjà à l'Opéra et à l'Arc de Triomphe, il apparaît, alors qu'on le croit mort, sur son cheval noir conduisant à travers la rue de Rivoli un bataillon qui chante le Chant du départ et fonce au pas de course à l'ennemi depuis l'hôtel de ville. Ce bataillon comprend des femmes dont l'une porte un bébé dans ses bras. Le lendemain, 23 mai 1871, en fin d'après midi, au pied de la barricade de la rue Myrha défendue par son état major et une brigade cosmopolite, Dąbrowski reçoit une balle alors qu'il se préparait à conduire une contre-offensive et meurt quelques heures plus tard à l'hôtel de ville où il a été transporté inconscient. Il allait avoir trente-cinq ans et aura été général quarante-sept jours, dont douze en première ligne.
Il est aussi connu pour ses positions antiféministes. Il tente par exemple d'interdire aux infirmières et cantinières l'accès au champ de bataille.
Il est enterré deux jours plus tard dans un linceul rouge au cimetière du Père-Lachaise. Vermorel prononce un éloge funèbre et ses derniers compagnons survivants le saluent sur son brancard dressé comme de son vivant.
Ni sa tombe, ni son corps n’ont jamais été retrouvés après la Commune.

## Postérité
Sa tombe, aménagée à la hâte ou transportée au cimetière d'Ivry, n'a pas été localisée ni son corps jamais retrouvé. Sa mémoire est donc honorée avec celle de tous les Fédérés au Mur de l'angle nord-est du cimetière du Père-Lachaise ou au monument élevé à l'extérieur du mur dans la square Samuel-de-Champlain. Pour le 140e anniversaire de sa mort, une commémoration a été organisée rue Myrha à Paris, sur le lieu même de sa mort au combat, le 25 mai 2011.
Son nom a été donné à l'unité polonaise des Brigades internationales durant la guerre d'Espagne.
Sa biographie a fait le sujet d'un film polonais de Bohdan Poręba réalisé en 1975.